# Parti communiste irakien
Le Parti communiste irakien (en arabe : الحزب الشيوعي العراقي) est un parti politique irakien fondé en 1934. Il a joué un rôle décisif dans l'histoire politique de l'Irak, de sa fondation aux années 1970.

## Histoire
Dans les années 1930, le Parti communiste irakien mène une campagne visant à rapprocher l’ensemble des groupes politiques opposés au fascisme et au colonialisme. À son initiative se constitue une Association de lutte contre le fascisme et le nazisme.
En 1954, le gouvernement monarchiste supprime tous les partis politiques d'Irak et gouverne le pays avec la loi martiale. Le secrétaire général du Parti communiste, Youssouf Salman, est pendu et ses journaux sont censurés. Dès 1954, appartenir au Parti communiste entraine la déchéance de nationalité.
Impliqué dans les plus importantes manifestations et insurrections des années 1940 et 1950, Le parti a tenu un rôle dans le renversement en 1958 du royaume d'Irak, qui a porté au gouvernement Abdel Karim Kassem. Celui-ci nomme plusieurs responsables communistes au gouvernement, dont Naziha al-Dulaimi, qui devient ainsi la première femme ministre de l'histoire de l'Irak et du monde arabe. Elle participe notamment à l'élaboration de la loi civile de 1959 sur les affaires civiles, qui est très en avance sur son temps dans la libéralisation des lois sur le mariage et l'héritage au profit des femmes irakiennes.
Très influent dans les années 1950 et 1960 avec près de 15.000 membres, le parti a beaucoup souffert, à partir de 1978, de la répression sous la dictature de Saddam Hussein, souvent avec le soutien de la CIA. Il a alors coopéré avec les organisations kurdes, y compris sur le plan militaire, pour renverser le régime. Il participe notamment en mars 1983 à l'offensive victorieuse sur la ville d'Erbil.
Restant un élément important de l'opposition irakienne, il s'est opposé aux sanctions des Nations unies après la guerre du Koweït en 1991, puis s'est opposé à l'invasion américaine de l'Irak en 2003. Il a, depuis, participé aux nouvelles institutions : lors des élections législatives de décembre 2005, il a rejoint la Liste nationale irakienne dirigée par Iyad Allaoui, qui a obtenu 8 % des suffrages.
Si le renversement du régime de Saddam Hussein en 2003 lui a permis de sortir de la clandestinité, son engagement en faveur de la laïcité et son combat contre la corruption lui valent de subir des attaques répétées contre ses bureaux et l'assassinat de plusieurs de ses dirigeants. Le parti comporte désormais deux tendances : l'une proche de la sociale démocratie et l'autre du marxisme[réf. nécessaire].
En mars 2018, il s'allie au mouvement de Moqtada al-Sadr, au sein de la coalition électorale Sa’iroun (« En marche »), pour les élections législatives et provinciales de mai suivant. Les deux forces politiques s'étaient rapprochées à partir de 2015 dans le cadre d'un mouvement de protestation réclamant des réformes, la lutte contre la corruption et l'amélioration des services publics,. La coalition obtient 54 députés, sur un total de 329 sièges.
Le 24 mai 2018, le siège du parti est la cible d'un attentat faisant trois blessés.
En octobre 2019, le Parti communiste soutient les manifestations anti-corruption et anti-confessionnaliste et ses députés démissionnent en protestation contre la répression.

## Source
- (en) Cet article est partiellement ou en totalité issu de l’article de Wikipédia en anglais intitulé « Iraqi Communist Party » (voir la liste des auteurs).